# スタディオ・パオロ・マッツァ
スタディオ・パオロ・マッツァ（Stadio Paolo Mazza）は、イタリア・エミリア＝ロマーニャ州フェラーラにあるサッカースタジアム。S.P.A.L.がホームスタジアムとしている。

## 概要
設立当初は他の地域にもある一般的な「市立スタジアム」という名称であったが、1982年2月14日、2ヶ月前に亡くなったS.P.A.L.の元会長パオロ・マッツァに敬意を表して現在の名前になった。イタリアでは5番目に古いスタジアムである。
2018年には、stadiumdb.comが主催する「Stadium of the year」で年間最優秀スタジアムの候補に選ばれた。